# Hydrocyphon keralaensis
Hydrocyphon keralaensis là một loài bọ cánh cứng trong họ Scirtidae. Loài này được Yoshitomi & Sato miêu tả khoa học năm 2005.